# Dave Whitcombe
Dave Whitcombe (* 27. Juni 1954 in Chatham) ist ein ehemaliger englischer Dartspieler, der hauptsächlich bei Turnieren der British Darts Organisation (BDO) antrat.

## Karriere
Seine größten Erfolge waren der Gewinn der Winmau World Masters 1982 und 1985, sowie die 2-malige Finalteilnahme der Weltmeisterschaft der BDO gegen Eric Bristow, die er 1984 mit 7-1 und 1986 mit 6-0 verloren hat. 1989 gewann er die News of the World Darts Championship, das British Matchplay und die Swedish Open drei Mal, die Finland Open, die Marlboro Masters und das Dunlop Masters. Er war auch ein langjähriger Pubspieler.
Er spielte und war Kapitän von Kent in der Inter Counties League und gewann dabei die BDO Tons Trophy. In einer Saison gelang es ihm, alle 9 Man of the Match-Auszeichnungen zu gewinnen und dabei neun Spieler englische Nationalspieler zu schlagen – etwas, das noch nie zuvor oder seitdem erreicht wurde. Er spielte auch für Essex, Suffolk und London. Whitcombe vertrat auch England bei zahlreichen Turnieren, einschließlich des 4-Mann-Teams bei Europa- und Weltmeisterschaften der World Darts Federation (WDF). Er vertrat auch England gegen den Rest der Welt und eine britische Mannschaft, die gegen die Vereinigten Staaten antrat.
Seine Weltmeisterschaftsergebnisse umfassten außerdem drei Viertelfinalteilnahmen 1983, 1989, 1991 und das Halbfinale 1985. Eric Bristow kann wohl als Whitcombes Angstgegner bei der Weltmeisterschaft betrachtet werden. Bei seinen 13 Auftritten bei Weltmeisterschaften traf Whitcombe sechs Mal auf Bristow und verlor jedes Mal, einschließlich eines Viertelfinals im Jahr 1991, wobei Whitcombe 3:4 verlor, obwohl er zwischenzeitlich mit drei Sätzen und zwei Legs geführt hatte.
Bei anderen größeren Turnieren wie dem British Matchplay und den World Masters besiegte Whitcombe Bristow jedoch sowohl im Halbfinale, als auch im Finale. Whitcombe besiegte auch Phil Taylor in der ersten Runde des British Professional 1988, was Taylors erster Fernsehauftritt war, verlor jedoch in zwei Finalen, beide gegen Jocky Wilson.
Whitcombe half zudem zusammen mit John Lowe, Cliff Lazarenko und Tony Brown bei der Gründung der Spielervereinigung PDPA (Professional Dart Players Association). Der Verband wurde mit der Absicht gegründet, nach dem großen Einbruch der im Fernsehen übertragenen Darts im Jahr 1989 und Anfang der 1990er Jahre mehr im Fernsehen übertragene Turniere zu fördern. Schließlich schloss sich diese Organisation 1992 dem neu gegründeten World Darts Council an, und Darts wurde bald in zwei Organisationen aufgeteilt.
Whitcombe trat der PDC jedoch zunächst nicht bei – stattdessen entschied er sich 1992, sich praktisch vollends aus dem Sport zurückzuziehen. 2004 feierte er ein Comeback – er trat wieder der PDPA und der PDC bei. Es gelang ihm, sich für die PDC-Weltmeisterschaft 2006 zu qualifizieren, wobei er in der ersten Runde gegen Roland Scholten verlor. Danach konnte er sich nicht für die Weltmeisterschaft 2007 qualifizieren und nahm 2007 nur an einem PDC Pro Tour-Event teil – den UK Open Southern Regional im März.
Im Mai 2008 beehrte Whitcombe erneut die große Bühne eines im Fernsehen übertragenen Turniers und nahm an der BetFred League of Legends teil, die live auf Setanta Sports übertragen wurde, spielte zusammen gegen Bristow, Lowe, Lazarenko, Bobby George, Peter Evison, Keith Deller, und den späteren Sieger Bob Anderson. Whitcombe führte die Liga nach den ersten 4 Wochen an und war zu dieser Zeit der herausragende Spieler der Liga. Whitcombes Form brach in den folgenden Ligawochen aber ein, aber er war immer noch auf Kurs, um ins Halbfinale zu kommen, da er nach Woche 5 auf dem zweiten Platz und nach Woche 6 auf dem dritten Platz lag. Am letzten Ligaabend in Woche 7 rutschte Whitcombe jedoch aufgrund seiner eigenen Niederlage gegen Deller und des Unentschiedens zwischen Evison und Lazarenko auf den fünften Platz ab und schaffte es nicht, das Halbfinale zu erreichen.
Whitcombe konnte sich nicht für die Lakeside World Darts Championship 2010 und die Winmau World Masters 2009 qualifizieren. Er nahm nicht an der World Seniors Darts Championship 2022 teil, obwohl einige seiner Weggefährten dies taten.

## Weltmeisterschaftsresultate

### BDO
- 1980: 2. Runde (0:2-Niederlage gegen  Bobby George)
- 1981: 2. Runde (0:2-Niederlage gegen  Eric Bristow)
- 1982: 2. Runde (0:2-Niederlage gegen  Steve Brennan)
- 1983: 2. Runde (3:4-Niederlage gegen  Eric Bristow)
- 1984: Finale (1:7-Niederlage gegen  Eric Bristow)
- 1985: Halbfinale (2:5-Niederlage gegen  Eric Bristow)
- 1986: Finale (0:6-Niederlage gegen  Eric Bristow)
- 1987: 1. Runde (2:3-Niederlage gegen  Bob Sinnaeve)
- 1988: 1. Runde (1:3-Niederlage gegen  Peter Evison)
- 1989: Viertelfinale (3:4-Niederlage gegen  Bob Anderson)
- 1990: 1. Runde (2:3-Niederlage gegen  Chris Whiting)
- 1991: Viertelfinale (3:4-Niederlage gegen  Eric Bristow)
- 1992: 1. Runde (1:3-Niederlage gegen  Per Skau)

### PDC
- 2006: 1. Runde (1:3-Niederlage gegen  Roland Scholten)

## Turnierergebnisse
| Turnier                    | 1979                       | 1980                       | 1981                       | 1982                       | 1983                       | 1984                       | 1985                       | 1986                       | 1987                       | 1988                       | 1989                       | 1990                       | 1991                       | 1992               | ......             | 2006               | ......             | 2009              | 2010              |
| -------------------------- | -------------------------- | -------------------------- | -------------------------- | -------------------------- | -------------------------- | -------------------------- | -------------------------- | -------------------------- | -------------------------- | -------------------------- | -------------------------- | -------------------------- | -------------------------- | ------------------ | ------------------ | ------------------ | ------------------ | ----------------- | ----------------- |
| BDO-Major-Turniere         |                            |                            |                            |                            |                            |                            |                            |                            |                            |                            |                            |                            |                            |                    |                    |                    |                    |                   |                   |
| Weltmeisterschaft          | n/q                        | AF                         | AF                         | AF                         | VF                         | F                          | HF                         | F                          | 1R                         | 1R                         | VF                         | 1R                         | VF                         | 1R                 | n/t                | n/t                | n/t                | n/q               | n/q               |
| Butlins Grand Masters      | n/t                        | HF                         | ?                          | VF                         | HF                         | VF                         | VF                         | AF                         | nicht ausgetragen          | nicht ausgetragen          | nicht ausgetragen          | nicht ausgetragen          | nicht ausgetragen          | nicht ausgetragen  | nicht ausgetragen  | nicht ausgetragen  | nicht ausgetragen  | nicht ausgetragen | nicht ausgetragen |
| World Matchplay            | nicht ausgetragen          | nicht ausgetragen          | nicht ausgetragen          | nicht ausgetragen          | nicht ausgetragen          | HF                         | AF                         | AF                         | AF                         | AF                         | nicht ausgetragen          | nicht ausgetragen          | nicht ausgetragen          | nicht ausgetragen  | nicht ausgetragen  | nicht ausgetragen  | nicht ausgetragen  | nicht ausgetragen | nicht ausgetragen |
| British Professional       | n/a                        | n/a                        | HF                         | VF                         | F                          | VF                         | HF                         | F                          | AF                         | HF                         | nicht ausgetragen          | nicht ausgetragen          | nicht ausgetragen          | nicht ausgetragen  | nicht ausgetragen  | nicht ausgetragen  | nicht ausgetragen  | nicht ausgetragen | nicht ausgetragen |
| British Matchplay          | n/t                        | n/t                        | n/t                        | F                          | VF                         | kein Major-Turnier         | kein Major-Turnier         | kein Major-Turnier         | kein Major-Turnier         | kein Major-Turnier         | kein Major-Turnier         | kein Major-Turnier         | kein Major-Turnier         | kein Major-Turnier | kein Major-Turnier | nicht ausgetragen  | nicht ausgetragen  | nicht ausgetragen | nicht ausgetragen |
| World Masters              | AF                         | VF                         | HF                         | S                          | 3R                         | 4R                         | S                          | VF                         | 4R                         | 4R                         | VF                         | AF                         | VF                         | nicht teilgenommen | nicht teilgenommen | nicht teilgenommen | nicht teilgenommen | 2R                | 4R                |
| WDF-Platin-/Major-Turniere |                            |                            |                            |                            |                            |                            |                            |                            |                            |                            |                            |                            |                            |                    |                    |                    |                    |                   |                   |
| News of the World Ch'ship  | n/q                        | F                          | nicht qualifiziert         | nicht qualifiziert         | nicht qualifiziert         | nicht qualifiziert         | VR                         | nicht qualifiziert         | nicht qualifiziert         | nicht qualifiziert         | S                          | n/q                        | n/a                        | n/a                | n/q                | nicht ausgetragen  | nicht ausgetragen  | nicht ausgetragen | nicht ausgetragen |
| WDF World Cup              | n/t                        | n/a                        | n/t                        | n/a                        | HF                         | n/a                        | n/t                        | n/a                        | n/t                        | n/a                        | n/t                        | n/a                        | n/t                        | n/a                | n/t                | n/t                | n/t                | n/a               | n/t               |
| WDF Europe Cup             | n/a                        | n/t                        | n/a                        | HF                         | n/a                        | VF                         | n/a                        | HF                         | n/a                        | n/t                        | n/a                        | n/t                        | n/a                        | nicht teilgenommen | nicht teilgenommen | nicht teilgenommen | nicht teilgenommen | n/a               | n/t               |
| PDC-Ranking-Turniere       |                            |                            |                            |                            |                            |                            |                            |                            |                            |                            |                            |                            |                            |                    |                    |                    |                    |                   |                   |
| Weltmeisterschaft          | nicht ausgetragen          | nicht ausgetragen          | nicht ausgetragen          | nicht ausgetragen          | nicht ausgetragen          | nicht ausgetragen          | nicht ausgetragen          | nicht ausgetragen          | nicht ausgetragen          | nicht ausgetragen          | nicht ausgetragen          | nicht ausgetragen          | nicht ausgetragen          | nicht ausgetragen  | n/q                | 1R                 | n/q                | n/t               | n/t               |
| Karrierestatistiken        |                            |                            |                            |                            |                            |                            |                            |                            |                            |                            |                            |                            |                            |                    |                    |                    |                    |                   |                   |
| Jahresendplatzierung       | ?                          | 16                         | ?                          | 8                          | 3                          | 5                          | 3                          | 5                          | 8                          | 8                          | ?                          | 6                          | ?                          | –                  | unbekannt          | unbekannt          | –                  | unbekannt         | unbekannt         |
| Verband                    | British Darts Organisation | British Darts Organisation | British Darts Organisation | British Darts Organisation | British Darts Organisation | British Darts Organisation | British Darts Organisation | British Darts Organisation | British Darts Organisation | British Darts Organisation | British Darts Organisation | British Darts Organisation | British Darts Organisation | –                  | PDC                | PDC                | –                  | BDO               | BDO               |

| Legende zu den Turnierergebnissen | Legende zu den Turnierergebnissen | Legende zu den Turnierergebnissen | Legende zu den Turnierergebnissen | Legende zu den Turnierergebnissen | Legende zu den Turnierergebnissen | Legende zu den Turnierergebnissen | Legende zu den Turnierergebnissen | Legende zu den Turnierergebnissen | Legende zu den Turnierergebnissen |
| --------------------------------- | --------------------------------- | --------------------------------- | --------------------------------- | --------------------------------- | --------------------------------- | --------------------------------- | --------------------------------- | --------------------------------- | --------------------------------- |
| n/t                               | nicht teilgenommen                | n/q                               | nicht qualifiziert                | n/a                               | nicht ausgetragen                 | #R                                | Aus in jeweiliger Runde           | GP                                | Aus in der Gruppenphase           |
| AF                                | Achtelfinalist                    | VF                                | Viertelfinalist                   | HF                                | Halbfinalist                      | F                                 | Turnierfinalist                   | S                                 | Turniersieger                     |

## Titel

### BDO
- Majors
  - World Masters: (2) 1982, 1985
  - News of the World Darts Championship: (1) 1989
- Weitere
  - Malboro Masters: (1) 1980
  - BDO Nations Cup: (1) 1983 (mit Eric Bristow und John Lowe)
  - World Challenge: (2) 1984, 1985 (jeweils mit der englischen Mannschaft)
  - British Matchplay: (1) 1987
  - Autumn Gold Cider Masters: (1) 1988

### WDF
- Platinum-Kategorie
  - WDF World Cup Teams: (1) 1983 (mit Eric Bristow, Keith Deller und John Lowe)
  - WDF World Cup Gesamtwertung: (1) 1983 (mit der englischen Mannschaft)
  - WDF Europe Cup Doppel: (1) 1984 (mit Cliff Lazarenko)
  - WDF Europe Cup Teams: (3) 1982 (mit Eric Bristow, Bobby George und Cliff Lazarenko), 1984, 1986 (jeweils mit Bristow, Lazarenko und John Lowe)
  - WDF Europe Cup Gesamtwertung: (1) 1982, 1984, 1986 (jeweils mit der englischen Mannschaft)
- Open-Turniere
  - Finnish Open: (1) 1985
  - Swedish Open: (3) 1985, 1987, 1990